# Belvosia pollinosa
Belvosia pollinosa är en tvåvingeart som beskrevs av Rowe 1933. Belvosia pollinosa ingår i släktet Belvosia och familjen parasitflugor.
Artens utbredningsområde är Illinois. Inga underarter finns listade i Catalogue of Life.